# 13917 Correggia
A 13917 Correggia (ideiglenes jelöléssel 1984 EQ) a Naprendszer kisbolygóövében található aszteroida. Edward L. G. Bowell fedezte fel 1984. március 6-án.